# Медвежье (озеро, Хабаровский край)
Медвежье — ледниковое, каровое, горное озеро, находящееся на склонах хребта Дуссе-Алинь, на территории государственного природного заповедника Буреинский, Верхнебуреинского муниципального района, Хабаровского края.

## Общая информация
Озеро Медвежье располагается у вершины хребта Дуссе-Алинь на высоте 1600 метров над уровнем моря между пиками Неприступный и Парус, высоты Орел и другими безымянными высотами, на днище цирка — гигантского каменного котла. С трех сторон озеро огорожено почти отвесными гранитными, скалистыми стенами, часть из которых высотой более 400 метров. Вверху скалы заканчиваются острыми гребнями, так называемыми жандармами. Глубина озера по данным из разных источников от 14 до 20 метров.
Озеро Медвежье имеет неофициальное название «Жемчужина среди гор» (Жемчужина Хабаровского края) за голубизну его водной толщи и уникальности ландшафта, а также является одной из визитных карточек Хабаровского края. Рыба в нём не обнаружена. Вокруг уникальная горная тундра. У самого озера встречаются краснокнижный рододендрон Редовского. Сток из озера скрыт под камнями и выходит на поверхность примерно через 100 метров. Ниже озера расположена долина, отделенная от озера скалистой горной перегородкой. Здесь расположено озеро Долгое — проточное, с заболоченными берегами, заросшими кедровым стлаником. Озеро Медвежье находится на территории ГПЗ Буреинский. Свободное посещение озера запрещено, только при наличии разрешения заповедника.

## Туризм
Посещение озера Медвежье возможно только в рамках трех туристских маршрутов Буреинского заповедника: «Затерянный мир», «Вертолетная экскурсия» и «горный лагерь Гремячий Лог». Из-за труднодоступности все маршруты считаются уникальными, автономными и требуют соответствующей подготовки. Наиболее доступным считается «горный лагерь Гремячий Лог». При посещении группами туристов обязательно сопровождение сотрудниками Буреинского заповедника. За период 2015 года на берегу озера побывало около 100 туристов.

## Фотогалерея

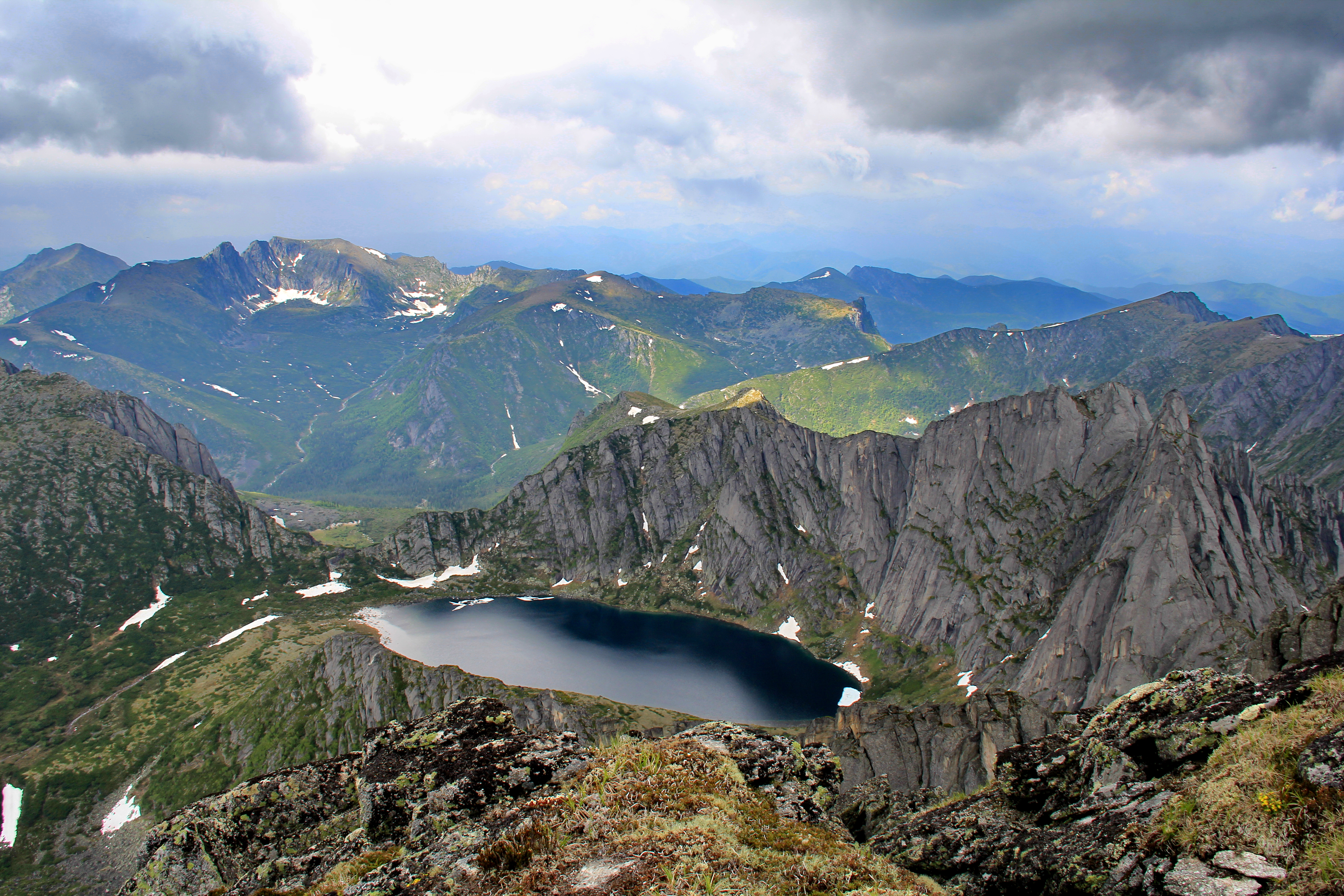
фотография озера с Неприступного
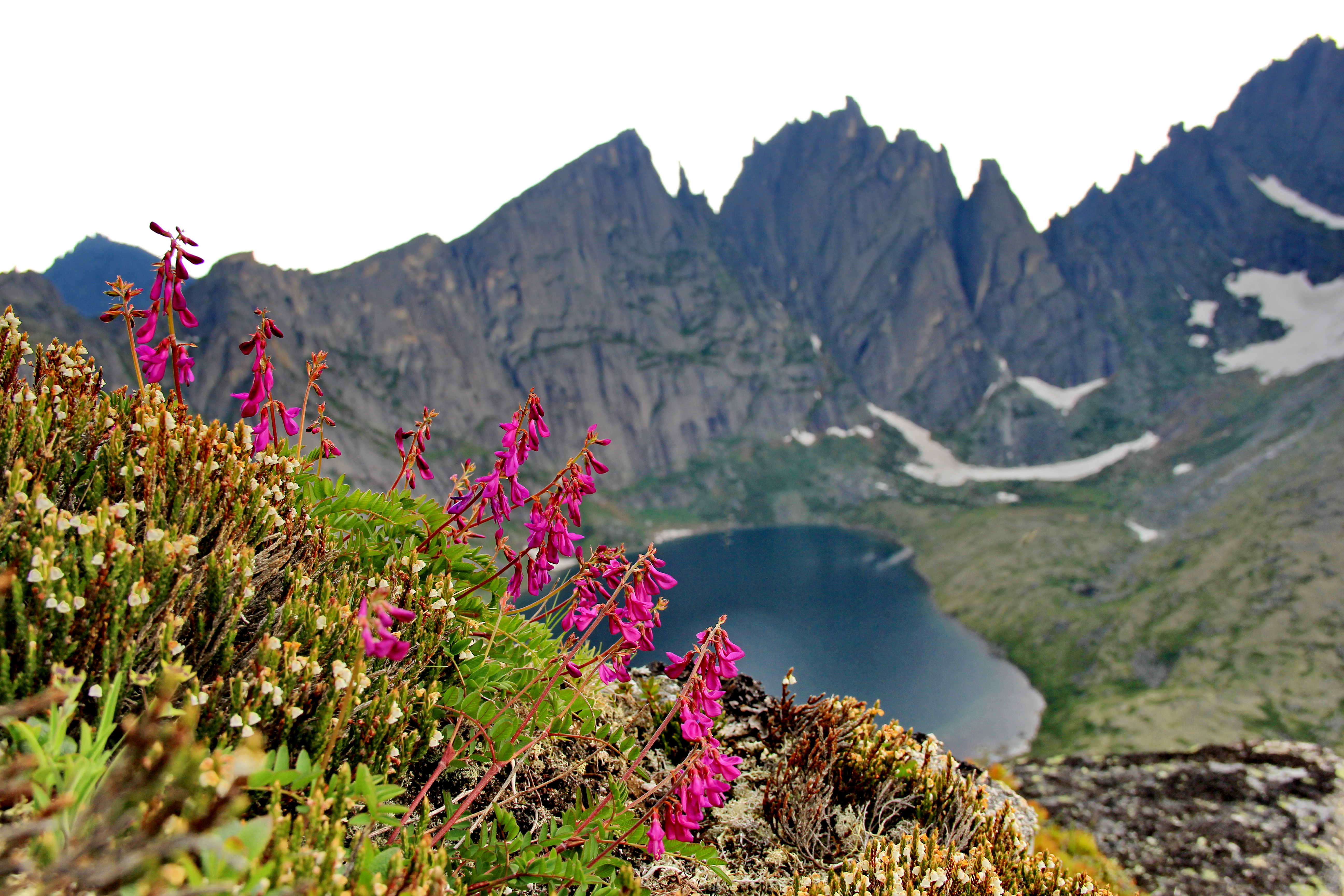
озеро Медвежье
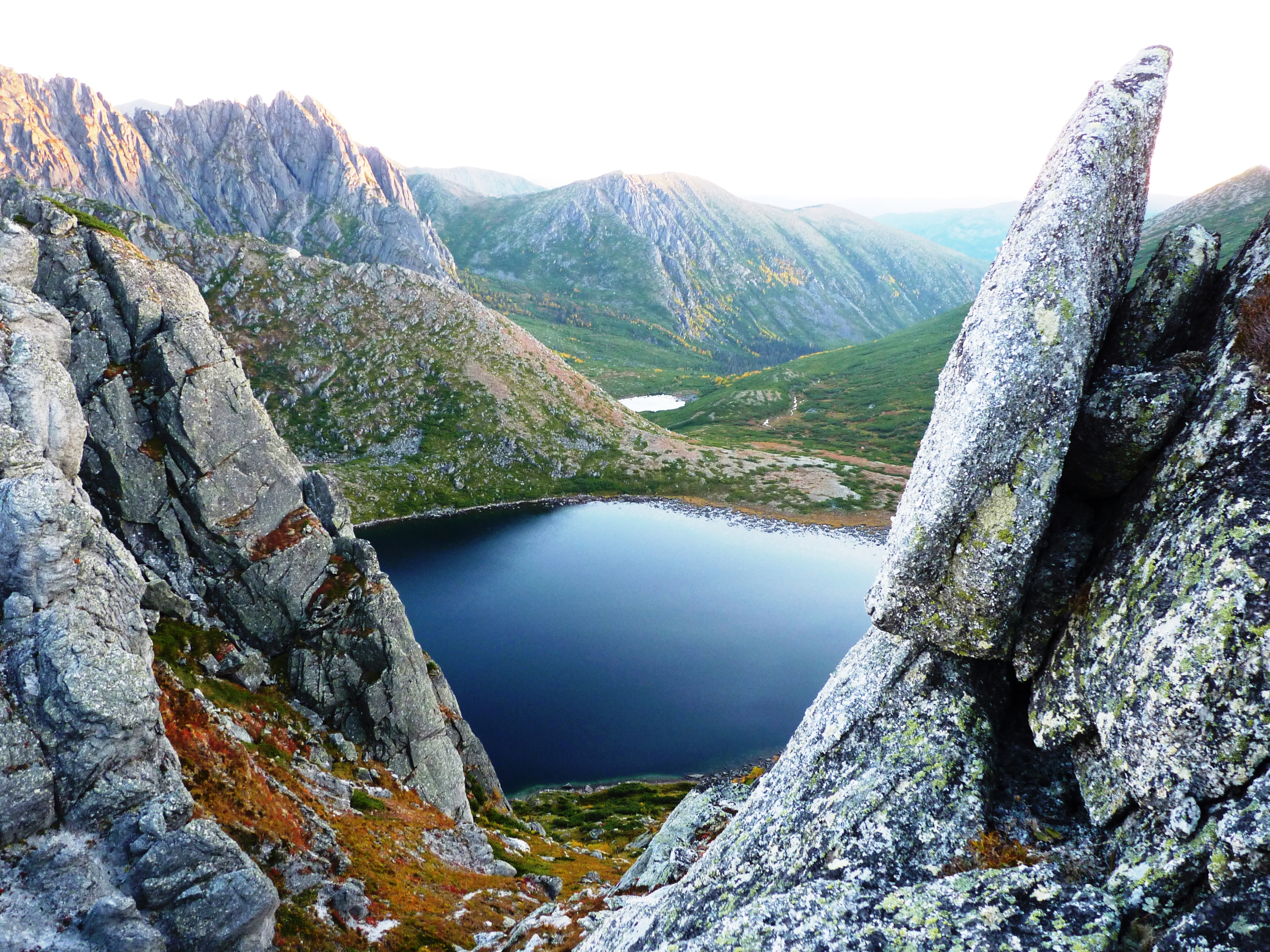
Вид на оз. Медвежье, оз. Долгое
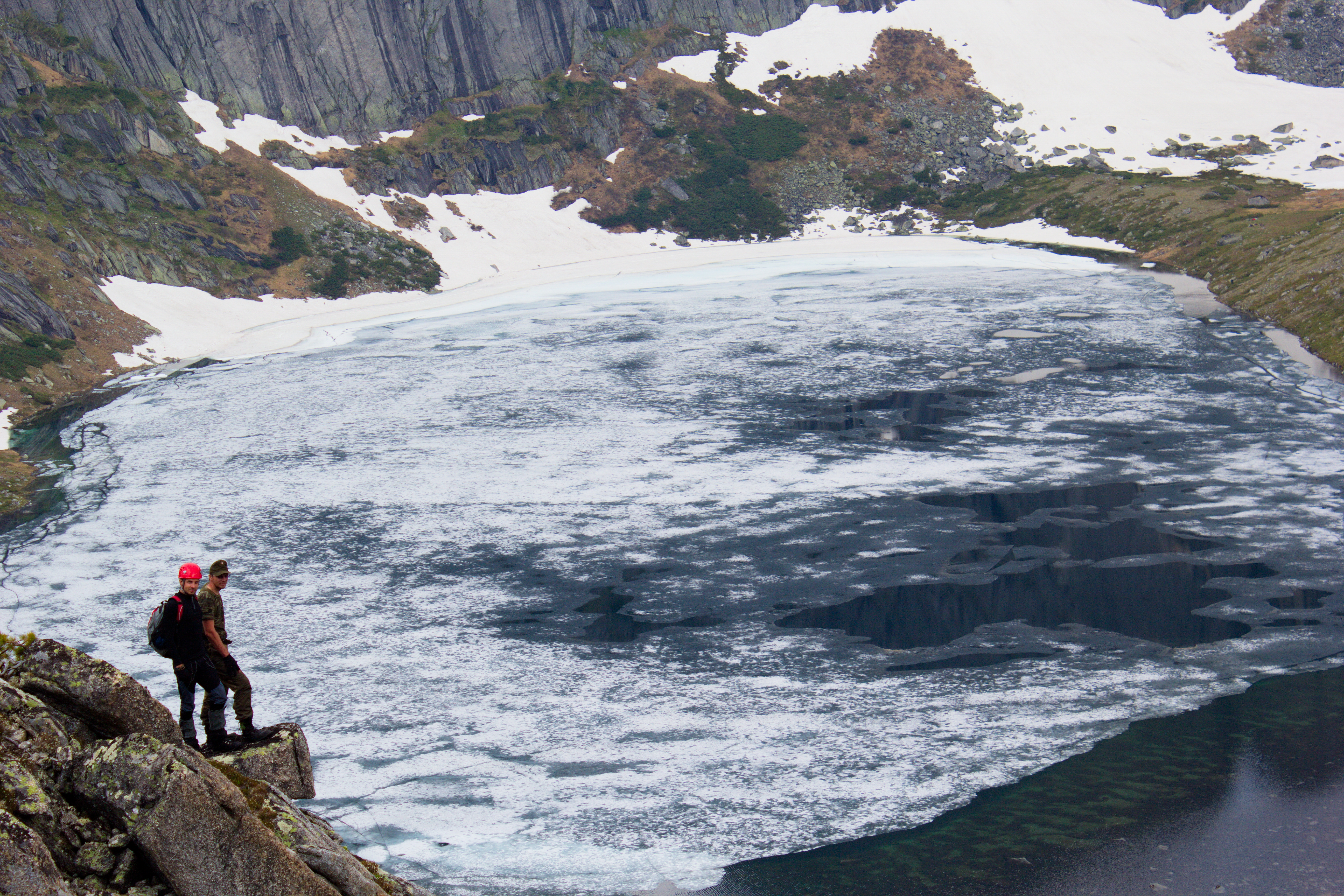
озеро в июне
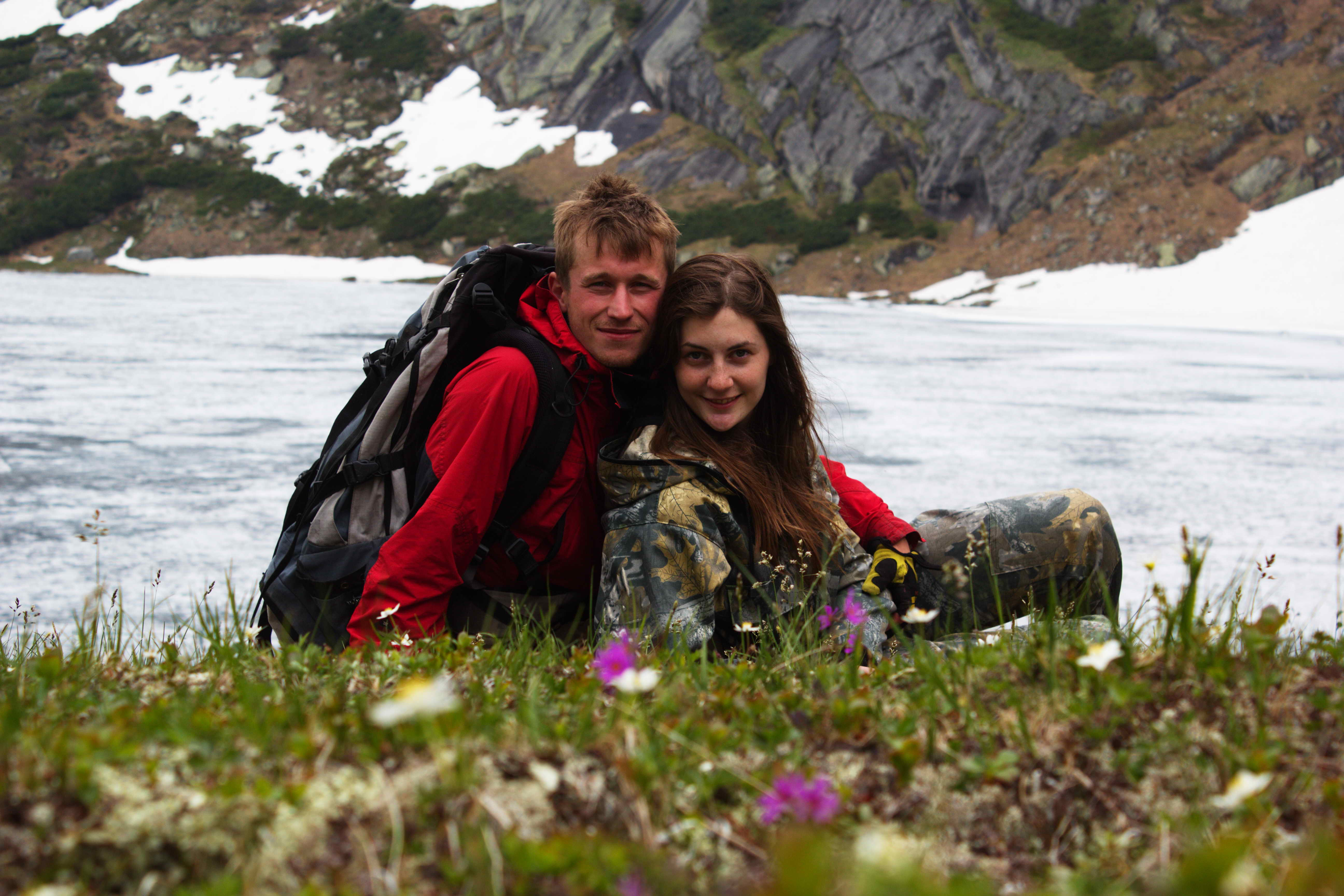
туристы на берегу озера
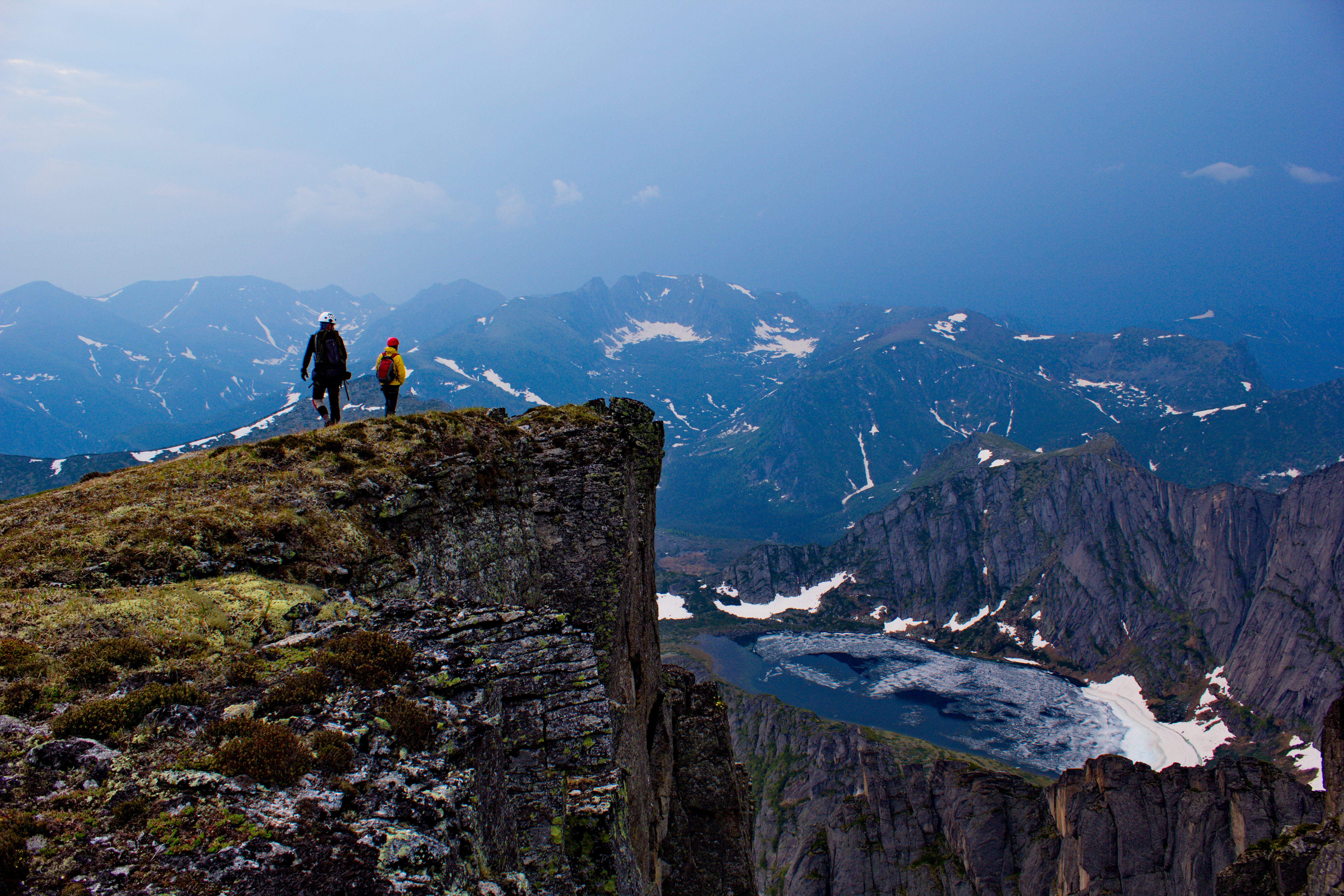
озеро вид с пика
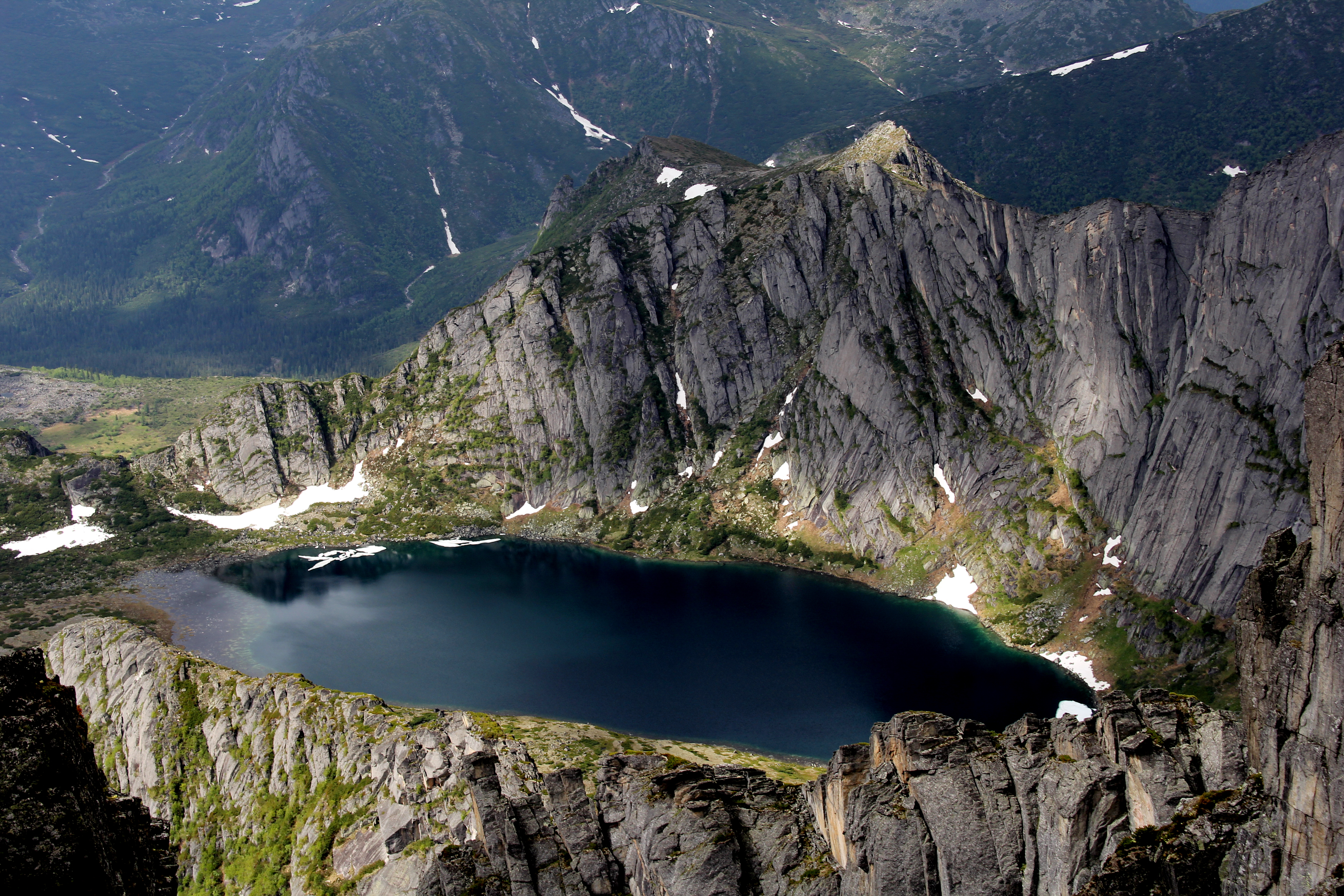
озеро вид с высоты